# Феодоровский монастырь (Городец)
Феодоровский монастырь — мужской монастырь в Городце, с которым связано первое обретение одноимённой иконы Богоматери. В советское время закрыт и разрушен. Соборный храм воссоздан в первоначальном виде в 2009 году.

## История

### Первый монастырь (XIII—XV века)
Монастырь был построен на берегу реки Волги в начале XIII века на месте деревянной часовни, в которой была Феодоровская икона Божией Матери, он носил название Богородице-Феодоровский монастырь. Существует легенда, что монастырь и город в 1152 году основал Юрий Долгорукий. В 1238 году произошло нашествие войск Батыя, и город был уничтожен, монастырь сгорел.
Современные историки отмечают отсутствие прямых доказательств существование монастыря в XII веке :
- «Повесть о житии Александра Невского» (1263—1280) указывает, что князь был пострижен в схиму, но не указывает монастырь.
- «Сказание о явлении и чудесах Феодоровской иконы Богоматери в Костроме» XVII века указывает, что образ был перенесён из Городца в Кострому, но также не указывает на существование монастыря, из которого отправилась икона.
- Археологические раскопки на предполагаемом месте нахождения монастыря не выявили культурного слоя XII—XIV веков.

Но вместе с тем нет исследований, опровергающих такое утверждение. Так или иначе то место, где находилась икона, подверглось полному разграблению, уничтожению и сожжению. Современники событий считали, что икона также была утрачена, но по прошествии нескольких лет была обретена повторно. Это обретение является предметом легенд, и нет единого мнения по поводу того, как этого произошло.
Икона в монастырь уже не вернулась, но сюда был помещён чудотворный список, который был главной святыней Феодоровской церкви. Между 1263 и 1282 годами Городец стал столицей Городецкого княжества, и монастырь стал главным столичным монастырём. Позже некоторое время в монастыре жил будущий святой Павел Обнорский, это произошло между 1354 и 1410 годами.
Монастырь просуществовал в этом пустынном месте до XV века или до XVII века когда в XVI — начале XVII века место было снова заселено, а монастырь был упразднён.

### Второй монастырь (1700—1927)
Монастырь был вновь учреждён грамотой от 20 марта 1700 года по благословению патриарха Московского Адриана. Инициатором события стали церковные старосты И. Юдин и С. Осокин (прихожане Троицкой церкви Верхней слободы Городца). К тому времени река Волга поменяла своё русло, и монастырь стал находиться в поле сравнительно далеко от берега.
В том же 1700 году в монастыре был построен деревянный храм в честь Феодоровской иконы Божией Матери, в котором был устроен придел во имя святого князя Александра Невского.
На протяжении XVIII века монастырь неоднократно менял свой статус. В 1764 году было принято решение об упразднении монастыря, но местные жители Городца предложили мирской приговор, который поддержал своим ходатайством епископ Нижегородский Феофан (Чарнуцкий). В результате монастырь был отнесён к заштатным, но вскоре, в июне 1870 года Святейший Синод возвёл монастырь во 2-классный общежительный, его настоятель получил сан архимандрита. В середине XIX века монастырь находился на том месте, которое занимает сейчас, и территория монастыря вошла в черту Городца.
Дальнейшая судьба монастыря незавидная — он был закрыт в 1927 году и его помещения занимали почта, школа, колония правонарушителей и больница. Большинство строений монастыря было разрушено, но сохранились здания, в которых были расположены кельи монастыря и церковь во имя святителя Пантелеймона.

### Возрождение монастыря в XXI веке
В монастыре находится чтимый список Феодоровской иконы Божией Матери, одной из наиболее почитаемых богородичных икон в России. 29 августа 2008 года возобновлена традиция проведения в Городце крестного хода существовавшая до 1917 года.
29 января 2009 года благочинный Городецкого и Борского округов иерей Алексей Парфёнов освятил 12 колоколов. Общий вес колоколов 2,2 тонны. В качестве материала использован сплав меди, олова и серебра. Схема размещения на оптимизирована под одного звонаря. К 4 февраля на новую колокольню были подняты восемь освящённых колоколов.
27 мая 2009 года Священный Синод благословил открытие в Городце мужского монастыря в честь Феодоровской иконы Божией Матери. Наместником монастыря назначен игумен Августин (Анисимов).
3 июля  состоялось первое заседание попечительского совета. 9 июля архиепископ Нижегородский и Арзамасский Георгий отслужил молебен святому благоверному князю Александру Невскому в нижнем приделе строящегося Феодоровского собора. 17 июля наместник монастыря игумен Августин (Анисимов) совершил чин благословения и освящения крестов для куполов Феодоровского собора. 20 июля планировалось установить освященные кресты на купола, а 22 июля — поднять купола на храм.
В августе была завершена работа по изготовлению и установке четырёхъярусного фаянсового иконостаса для Феодоровского собора. Иконы были написаны сёстрами Тихвинского монастыря Екатеринбурга. Фаянсовый иконостас Феодоровского собора стал третьим в храмах Нижегородской епархии.

## Храмы
Главный храм монастыря — Феодоровский собор — неоднократно перестраивался в камне. Пятиглавый собор 1765 года постройки был закрыт в 1927 году и снесён несколько лет спустя. Воссоздан в первоначальных формах в 2009 году.
По легенде, место, где стояла монастырская церковь Александра Невского 1870—1882 годов постройки, обозначало место явления Феодоровской иконы. Храм был закрыт в 1934 году и вскоре снесён; на этом месте стоят корпуса Городецкой районной больницы.